# Малоказаккулово
Малоказакку́лово (рос. Малоказаккулово, башк. Бәләкәй Ҡаҙаҡҡол) — присілок у складі Учалинського району Башкортостану, Росія. Адміністративний центр Амангільдінської сільської ради.
Населення — 309 осіб (2010; 310 в 2002).
Національний склад:
- башкири — 100%